# ГЕС Вест-Пойнт
ГЕС Вест-Поінт — гідроелектростанція у штаті Джорджія (Сполучені Штати Америки) біля міста Вест-Пойнт. Знаходячись між ГЕС Морган-Фоллс (16,8 МВт, вище по течії) та малою ГЕС Лангдейл (1 МВт), входить до складу каскаду на річці Чаттахучі, правій твірній Апалачіколи (дренує південне завершення Аппалачів та впадає до лиману Апалачікола на узбережжі Мексиканської затоки). Можливо також відзначити, що після зазначеної ГЕС Лангдейл та ще однієї малої ГЕС Ріверв'ю (0,5 МВт) розташована наступна велика станція каскаду ГЕС Бартлетс-Феррі.
У межах проекту річку перекрили комбінованою бетонною/земляною греблею висотою 40 метрів, довжиною 2210 метрів (в тому числі 273 метри центральна бетонна ділянка) та товщиною по гребеню 8 (бетонна ділянка — 6) метрів. Вона утримує водосховище з площею поверхні від 62,7 км2 до 104,8 км2 (у випадку повені до 125,5 км2) та об'єм до 956 млн м3, з яких 378 млн м3 є корисним об'ємом для виробництва електроенергії. При цьому в операційному режимі рівень може коливатись між позначками 98 та 102 метри НРМ, тоді як під час повені досягає 104 метрів НРМ.
Пригреблевий машинний зал обладнали трьома пропелерними турбінами — двома потужністю по 38,4 МВт та однією з показником 2,6 МВт, які використовують напір у 17,7 метра (великі гідроагрегати 2 та 3) і 23,5 метра (агрегат 1).